# Luis de la Cerda y Albornoz
Luis de la Cerda y Albornoz (c. 1347-después de 1393), señor de Villoria, Cuenca.

## Orígenes familiares
Fue hijo primogénito de Juan Alfonso de la Cerda y Meneses, II señor de Sardoal, Golegã, Borralha, Punhete, Sobreira Formosa y la mitad de Amêndoa, en Portugal, y señor consorte de Villoria en Castilla, y de María Álvarez de Albornoz, señora de Villoria en Cuenca.

## Biografía
En 1412 fue capitán de lanzas de Fernando I de Aragón.

## Matrimonio y descendencia
Casó con Isabel de Rojas, hija de Fernán García de Herrera, señor de Ampudia y mariscal de Castilla, y de Inés de Rojas. De esta unión nació: 
- Luis de la Cerda y Rojas, III señor de Villoria, de Castrillo, Ventosilla, Valtablado, Cubas y Griñón, quien casó con Francisca de Castañeda, señora de La Palma, hija de Juan Rodríguez de Castañeda, señor de Hormazas, y de Juana de Guzmán, señora de Palos. Fueron padres de Juana de la Cerda que casó con Diego de Zúñiga, señor de Traspinedo.[1]